# Melanoplus spretus
Melanoplus spretus (лат.) или Саранча Скалистых гор — исчезнувший вид прямокрылых. Ранее был распространен в западных штатах США и некоторых западных провинциях Канады. Встречался по обе стороны Скалистых гор и в большей части зоны прерий. До середины-конца XIX века этих насекомых наблюдали в больших количествах.
Из-за негативного влияния саранчовых на сельское хозяйство люди до XIX века боролись с ними подручными средствами. Вымирание данного вида, как позднее было установлено, произошло из-за повреждения земель прерий на которых в течение как минимум последних 10000 лет гнездилась саранча. Пойменные земли, наиболее предпочтительные для саранчи, перепахивались, а пасущийся скот уничтожал яйца насекомых. В результате вырубки лесов и уменьшения популяций бобров участились наводнения. Вероятно, яйцам этого вида требовалось определённое количество влаги в период дозревания. Также вероятно, что насекомых привлекала пышная растительность, являющаяся идеальной кормовой базой для набирающих сил стай. Подобная избирательность не редка у саранчи других континентов. Она ничем не мешала североамериканским акридам до появления в этих местах американских фермеров. Карта сельскохозяйственных земель 1880 года показывает что к этому году полями были заняты почти все основные места размножения саранчи Скалистых Гор. Естественно, никто не утверждает, что хозяйственная деятельность человека (масштабов XIX века) могла уничтожить все кладки саранчи, однако и этого воздействия оказалось достаточно, чтобы разрушить местную метапопуляцию — сеть связанных сообществ.
Экосистема Северной Америки понесла катастрофический ущерб с исчезновением саранчи а также множества других заселявших континент животных. К 1959 году антропогенные ландшафты занимали уже около 2/3 территории США.
Последние экземпляры данного вида саранчи просуществовали, как минимум, до 1902 года, но затем исчезли.
Значительное количество видов кузнечиков и саранчи, в том числе и относящихся к данному виду, заморожено в «Кузнечиковом леднике» (Grasshopper Glacier) в Скалистых горах.